# Ołeksandr Perszyn
Ołeksandr Wałentynowycz Perszyn (ukr. Олександр Валентинович Першин; ur. 23 czerwca 1977) – ukraiński piłkarz, grający na pozycji obrońcy.

## Kariera piłkarska

### Kariera klubowa
Wychowanek Dnipro-75 Dniepropetrowsk. Pierwszy trener - Witalij Musijenko. Na początku 1997 rozpoczął karierę piłkarską w klubie Dnipro Dniepropetrowsk, w składzie którego 19 marca 1997 debiutował w Wyższej Lidze w meczu z Nywą Tarnopol. Również występował w farm klubie Metałurh Nowomoskowsk. Na początku 1998 przeszedł do Worskły Połtawa. Latem 2002 przeniósł się do Arsenału Kijów, w koszulce którego wychodził na boisko ponad 100 razy. 20 lipca 2006 podpisał kontrakt z Tawriją Symferopol. W kwietniu 2008 klub postanowił dalej nie przedłużać kontrakt z piłkarzem nadając jemu status wolnego agenta.

### Kariera reprezentacyjna
Występował w młodzieżowej reprezentacji Ukrainy.

## Sukcesy i odznaczenia

### Sukcesy indywidualne
- wybrany do listy 33 najlepszych piłkarzy roku na Ukrainie: 2004 (nr 3)